# Medio Camino
Medio Camino är en ort i Mexiko.   Den ligger i kommunen Villa Comaltitlán och delstaten Chiapas, i den sydöstra delen av landet, 800 km sydost om huvudstaden Mexico City. Medio Camino ligger 23 meter över havet och antalet invånare är 164.
Terrängen runt Medio Camino är varierad. Runt Medio Camino är det ganska tätbefolkat, med 80 invånare per kvadratkilometer. Närmaste större samhälle är Huixtla, 10,9 km öster om Medio Camino. Omgivningarna runt Medio Camino är en mosaik av jordbruksmark och naturlig växtlighet.